# Cavale aux portes de l'enfer
 (août 2013).
Si vous disposez d'ouvrages ou d'articles de référence ou si vous connaissez des sites web de qualité traitant du thème abordé ici, merci de compléter l'article en donnant les références utiles à sa vérifiabilité et en les liant à la section « Notes et références ».
Cavale aux portes de l'enfer (The Legend of Hell's Gate: An American Conspiracy) est un film américain du genre western, réalisé par Tanner Beard en 2011.

## Synopsis
Au fin fond de l'Ouest américain, peu après la guerre civile, un chasseur de primes, un cowboy irlandais et un jeune criminel font équipe pour retrouver le trésor de John Wilkes Booth. Essayant de survivre et de semer leurs poursuivants, les trois hommes forgent leur légende.

## Distribution
- Eric Balfour : Will Edwards
- Lou Taylor Pucci : Kelly
- Henry Thomas : John St. Helens
- Jenna Dewan : Katherine Prescott
- Summer Glau : Maggie Moon
- Jamie Thomas King : John Henry « Doc » Holliday
- Tanner Beard : James McKinnon
- Glenn Morshower : J.H. Gordon
- Billy McNamara : Jones Moon
- Michael Taber : Johnny Moon
- Barry Tubb : Shériff Michaels
- Michael Spears : Kutseena
- Eddie Spears : Wakaree
- James Lafferty : Bacas Mitchell
- Kevin Alejandro : August Edwards
- Drew Waters : Charlie Austin
- Robert Buckley : Eigson Howard
- Chris Kinkade : Docteur Bates
- Steven Taylor : Tower Mitchell
- Jim Beaver : J. Wright Mooar
- Buck Taylor : Pete Snyder
- Patrick Malone : le harpiste
- Lukas Behnken (en) : Jesse James / J. Franck Dalton